# Kamillen
Die Kamillen (Matricaria) bilden eine Pflanzengattung innerhalb der Familie der Korbblütler (Asteraceae). Die etwa sieben Arten sind hauptsächlich in Europa, Kleinasien, gemäßigten Klimagebieten Asiens, Nordafrikas und Nordamerikas verbreitet. Einige Arten sind in vielen Gebieten der Welt, auch auf der Südhalbkugel, invasive Pflanzen.

## Beschreibung

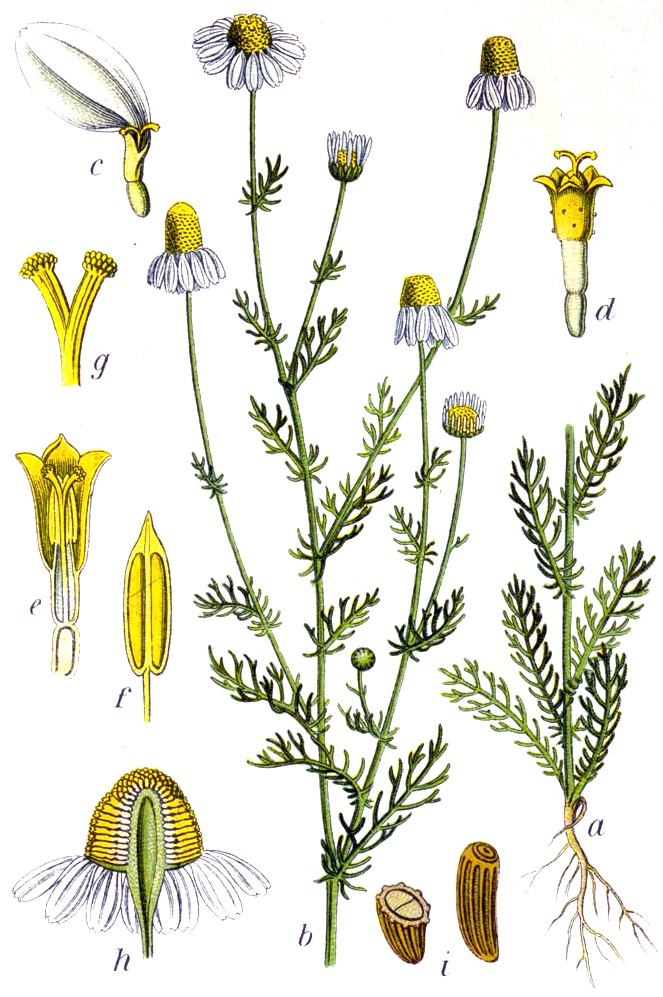
Illustration der Echten Kamille (Matricaria chamomilla)

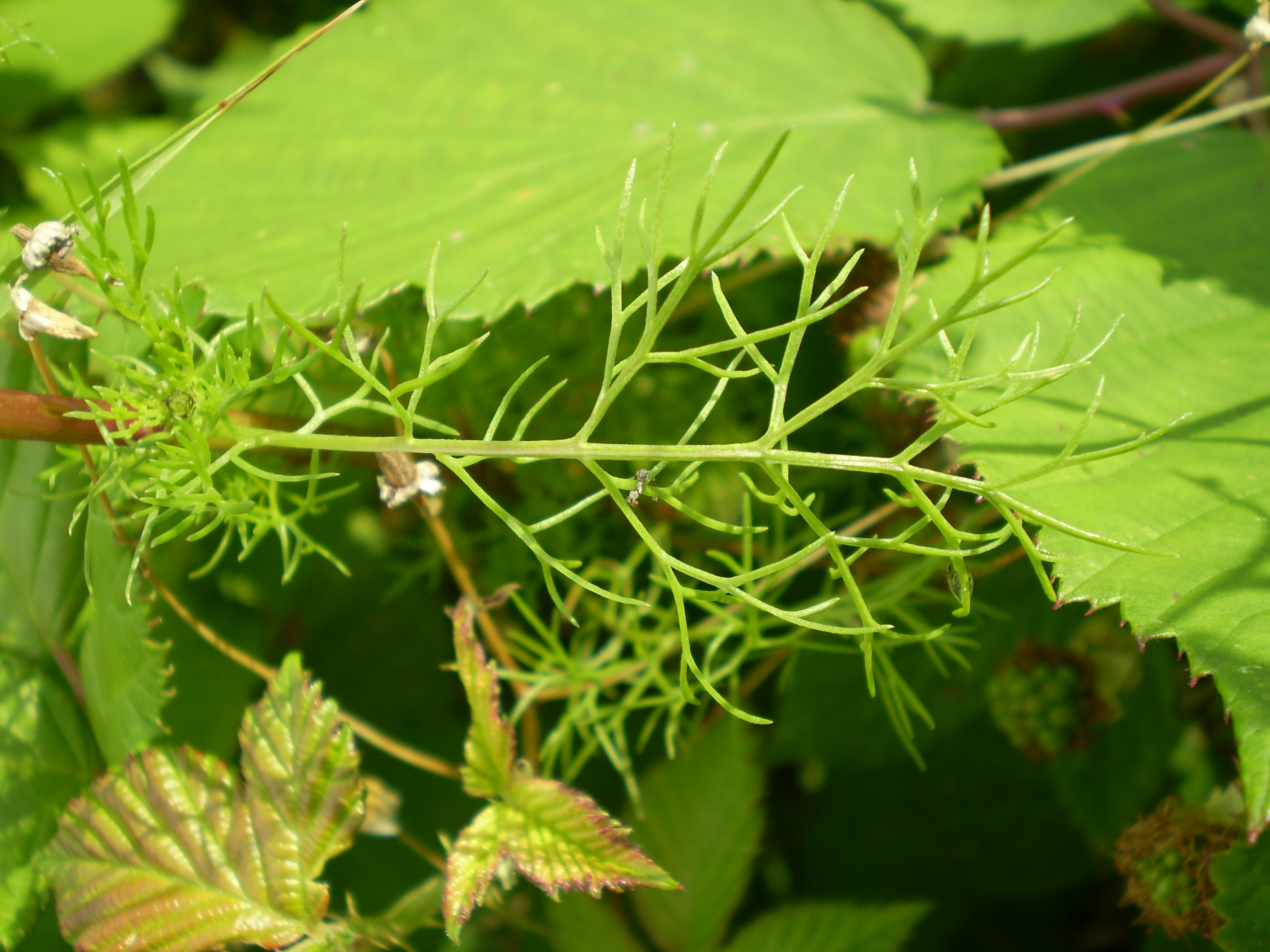
Laubblatt der Echten Kamille (Matricaria chamomilla)

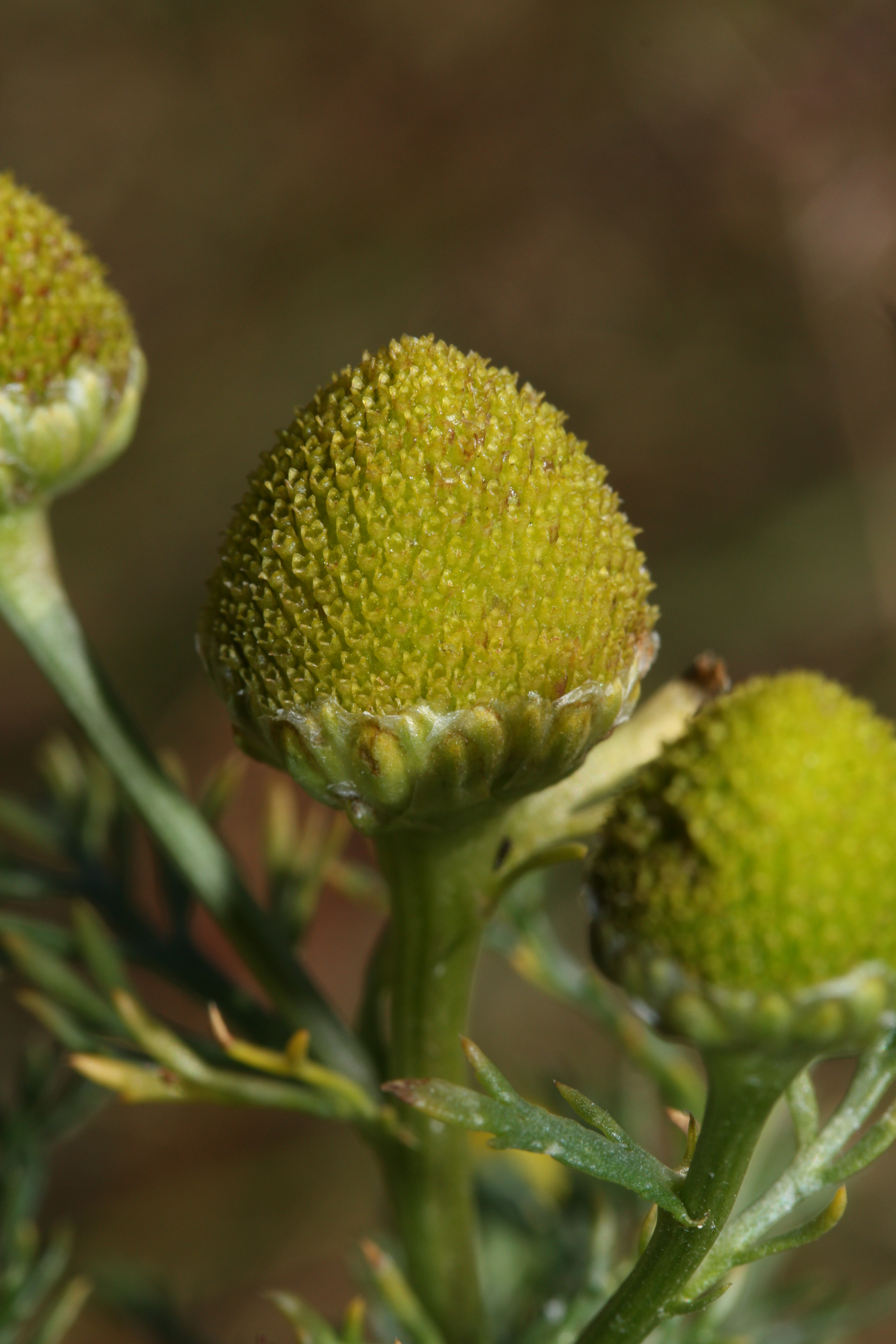
Gestielte Blütenkörbe der Strahlenlosen Kamille (Matricaria discoidea) mit Involucrum; Strahlenblüten fehlen, daher der Trivialname

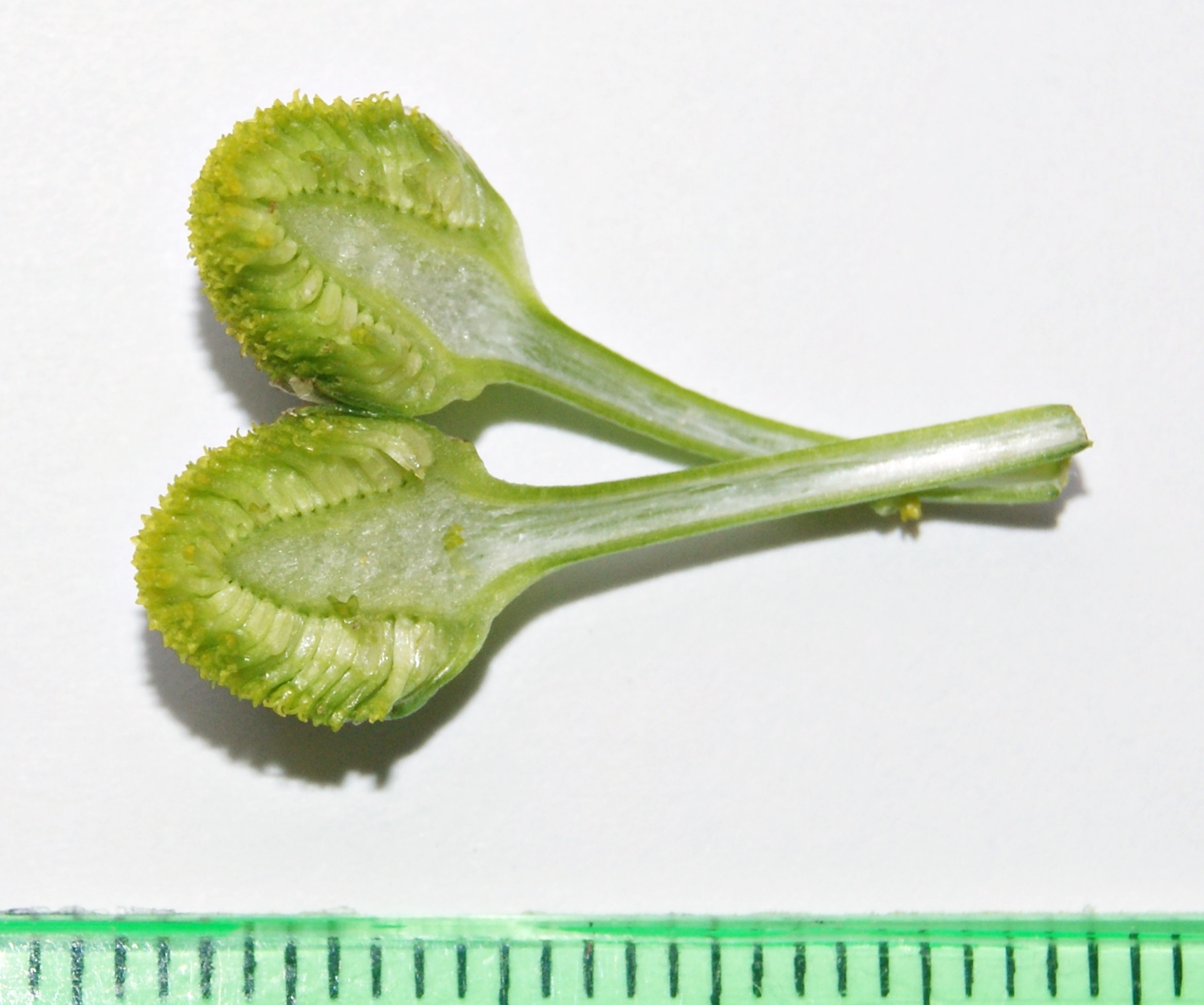
Längsschnitt durch Blütenkorb der Strahlenlosen Kamille (Matricaria discoidea) mit typischen hohlen Korbboden

### Erscheinungsbild und Blätter
Matricaria-Arten wachsen als einjährige krautige Pflanzen und erreichen je nach Art und Standort Wuchshöhen von meist 10 bis 25 (1 bis 80) Zentimeter. Sie bilden Pfahlwurzeln. Die Pflanzenteile sind oft aromatisch. Je Exemplar werden ein bis mehr als zehn meist selbständig aufrechte oder aufsteigende, selten liegende, kahle bis spärlich behaarte Stängel gebildet, die verzweigt sein können.
Anfangs werden grundständige Laubblätter gebildet, die schnell verwelken, und später wechselständig am Stängel verteilt angeordnete Laubblätter. Die Laubblätter sind höchstens kurz gestielt. Die Blattspreiten sind im Umriss spatelförmig bis länglich oder eiförmig, selten einfach, meist zwei- bis dreifach fiederschnittig oder -lappig mit zahlreichen linealen Abschnitten. Der Spreitengrund kann stängelumfassend oder geöhrt sein. Die Blattabschnitte sind linealisch und oft am oberen Ende gebogen und stachelspitzig. Der Rand der Blattabschnitte ist ganz und mehr oder weniger zurückgebogen. Die Blattflächen sind kahl bis spärlich behaart.

### Blütenstände, Blüten und Früchte
Die gestielten, körbchenförmigen Blütenstände stehen einzeln oder in offenen, schirmtraubigen Gesamtblütenständen zusammen. In den bei einem Durchmesser von 4 bis 14 Millimeter kniescheibenförmigen Korbhüllen (Involucrum) stehen 25 bis 50 Hüllblätter in mehreren, meist drei oder vier (zwei bis fünf) Reihen. Die haltbaren, fast gleichen, häutigen Hüllblätter sind länglich, eiförmig bis spatelförmig oder linealisch-spatelförmig und besitzen trockenhäutige Ränder und trockenhäutige (durchscheinende = hyline) gerundete bis stumpfe obere Enden. Auf dem kegeligen bis im Umriss länglich-eiförmigen und hohlen Korbboden sind keine Spreublätter vorhanden.
Die Blütenkörbchen enthalten immer 120 bis über 750 Röhrenblüten und meist auch 10 bis 22 Zungenblüten (Zungenblüten fehlen bei Matricaria discoidea). Die Zungenblüten (Strahlenblüten, Randblüten) sind zungenförmig, rein weiblich, fertil und weiß mit elliptisch-eiförmiger Zunge. Die Röhrenblüten (Scheibenblüten) sind alle zwittrig, fertil, röhrig und oft etwas asymmetrisch. Die gelben bis grünlich-gelben oder gelblich-grünen Blütenkronen der Röhrenblüten besitzen eine mehr oder weniger geweitete Kronröhre und einen krug- bis glockenförmigen Kronschlund, der in vier oder fünf ausgebreiteten Kronzipfeln endet.
Auf den Achänen sind die haltbaren Blütenkronen vorhanden, die dann manchmal sitzende, goldene Drüsen besitzen. Die verkehrt-konischen Achänen sind seitlich zusammengedrückt und meist asymmetrisch mit schiefen oberen Enden. Die Achänen besitzen drei bis meist fünf weiße Längsrippen auf der Innenseite und dazwischen kahle, glatte Flächen. Die Außenseite ist konvex. Die Achänen werden feucht schleimig. Der Pappus ist ein kleines Krönchen oder er fehlt. Auf den Achänen, die sich aus den Strahlenblüten entwickeln, sind manchmal Öhrchen vorhanden.

### Chromosomensätze
Die Chromosomengrundzahl beträgt x = 9.

## Systematik und Verbreitung
Die Gattung Matricaria wurde durch Carl von Linné aufgestellt. Der botanische Gattungsname Matricaria („Mutterkraut“), ein bis in die Frühneuzeit neben Kamillen auch einige Chrysanthemen (Mutterkraut) und Artemisia-Arten (Beifuß) bezeichnender Pflanzenname, stammt vom lateinischen Wort matrix für Gebärmutter, da die Echte Kamille (Matricaria chamomilla) als altes Mittel bei Frauenkrankheiten genutzt wurde. Ein lateinischer Name für Kamille (mittelhochdeutsch auch Camille und Gamille) war Camomilla (vgl. französisch camomille), womit die Echte Kamille, im Mittelalter aber auch verwandte Korbblütler wie die Färberkamille und die Hundskamillen-Art Anthemis rosea bezeichnet wurden. Ein Synonym für Matricaria L. nom. cons. ist Chamomilla S.F.Gray. Die Gattung Matricaria gehört zur Subtribus Matricariinae aus der Tribus Anthemideae in der Unterfamilie Asteroideae innerhalb der Familie Asteraceae.
Es gibt etwa sieben Matricaria-Arten (Auswahl):
- Matricaria aurea (Loefl.) Sch.Bip. (Synonym: Chamomilla aurea (Loefl.) Gay ex Cosson & Kralik): Sie ist in Südeuropa, Nordafrika, Westasien, in der Kaukasusregion, in Zentralasien und auf dem Indischen Subkontinent weitverbreitet.[8]
- Echte Kamille (Matricaria chamomilla L., Syn.: Matricaria recutita L., Chamomilla recutita (L.) Rauschert, Matricaria courrantiana DC.): Sie ist in Eurasien und Nordafrika weitverbreitet und in vielen anderen Ländern der Welt ein Neophyt.[8]
- Strahlenlose Kamille oder Strahllose Kamille (Matricaria discoidea DC., Syn.: Matricaria suaveolens (Pursh) Buchenau; Chamomilla suaveolens (Pursh) Rydb.): Sie ist in Ostasien sowie Nordamerika verbreitet und in vielen Ländern der Welt (auch in Europa) ein Neophyt.[8]
- Matricaria occidentalis Greene (Syn.: Chamomilla occidentalis (Greene) Rydb.): Sie gedeiht in Höhenlagen von 0 bis 2400 Meter nur in den US-Bundesstaaten Kalifornien und Oregon.[1]

Nicht mehr zur Gattung Matricaria, sondern zur Gattung Tripleurospermum gehören beispielsweise:
- Matricaria caucasica (Willd.) Poir. → Tripleurospermum caucasicum (Willd.) Hayek
- Geruchlose Kamille (Syn.: Matricaria inodora L., Matricaria perforata Mérat) → Tripleurospermum inodorum (L.) Sch.Bip.
- Matricaria maritima L. → Echte Strandkamille (Tripleurospermum maritimum (L.) W.D.J.Koch)